# Kristian Birch-Reichenwald Aars
Kristian Birch-Reichenwald Aars (Kristiania, 25 settembre 1868 – Kristiania, 4 agosto 1917) è stato un filosofo e psicologo norvegese.
Figlio di Jakob Jonatan e fratello dell'architetto Harald Aars, fu un noto fisiologo norvegese, insegnò filosofia all'Università di Kristiania (ora Oslo) dal 1900 al 1914.
Fu il primo a introdurre nella psicologia norvegese il metodo sperimentale, con una particolare ricerca sulla percezione dei colori. La filosofia di Aars, da lui stesso definita filosofia della percezione, intende approfondire il carattere del rapporto fra soggetto conoscente e realtà: secondo Aars noi proiettiamo elementi di natura psicologica, che tuttavia consideriamo far parte di una realtà esistente fuori di noi, nella realtà stessa. I fenomeni, che così si presentano alla nostra coscienza, sono costituiti da un insieme di associazioni una parte delle quali, emergendo, genera il fenomeno dell'attesa della percezione di una determinata realtà.
Se anche la realtà esterna esiste realmente al di fuori di noi ed è indipendente dalla nostra coscienza, essa tuttavia non è percepibile come puro rispecchiamento nella nostra coscienza.

### Opere
- Sull'analisi psicologica del mondo
- Filosofia della proiezione

### Studi
- A. Aall, Filosofien i Norden, Kristiania, 1918